# KStV Frankonia-Straßburg Frankfurt am Main
Der Katholische Studentenverein Frankonia-Straßburg (KStV Frankonia-Straßburg zu Frankfurt am Main) ist ein katholischer Studentenverein in Frankfurt am Main. Er wurde am 26. Juni 1875 in Straßburg gegründet und ist die letzte aktive KV-Korporation in Frankfurt am Main.
Er vereint Studenten und Ehemalige der Frankfurter Hochschulen. Die Verbindungsmitglieder werden Frankonen (aufgrund der Gründung in Straßburg selten auch Straßen-Franken) genannt. Die Prinzipien der Frankonia sind Religio, Scientia, Amicitia. Sie ist die älteste katholische Studentenverbindung in Frankfurt.

## Couleur
Der Name der Verbindung wurde in Anlehnung an die aus Franken stammenden Gründer gewählt. Frankonia führt die Farben Rot-Weiß-Gold, wobei sich diese einerseits auf die Herkunft der Gründer, andererseits auf den Gründungsort Straßburg im Elsass beziehen. Die Burschenfarben sind Rot-Weiß-Gold, die Fuchsenfarben Rot-Weiß, jeweils mit goldener Perkussion. Der Wichs der Verbindung besteht aus schwarzen Pekeschen mit rot-weiß-goldener Kordelierung, wozu ein schwarzes Barett getragen wird. Der Wahlspruch lautet Nec aspera terrent! (sinngemäß: Gegen jeden Widerstand!) und bezieht sich auf den Akademischen Kulturkampf.

## Wappen

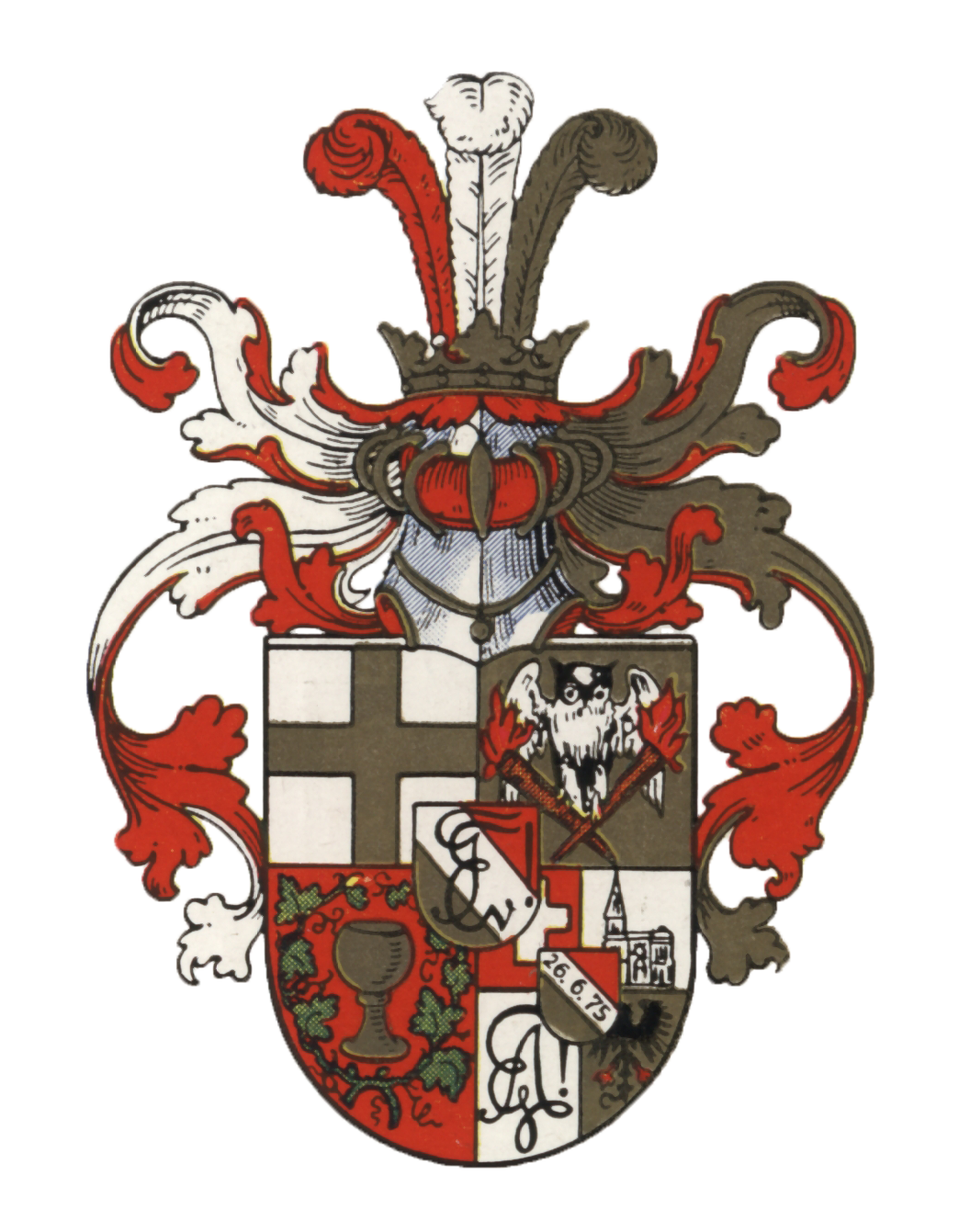
Wappen des KStV Frankonia-Straßburg aus dem Akademischen Deutschland Band 4.

Das Wappen der Frankonia besteht aus einem klassisch geviertem Schild mit einem Herzschild. Seine Elemente symbolisieren die Prinzipien der Verbindung.
- In der rechten oberen Vierung befindet sich ein goldenes Kreuz auf weißem Grund. (Religio)
- Links oben ist eine Eule auf zwei gekreuzten Fackeln auf goldenem Grund zu sehen. Die Eule symbolisiert Pallas Athene und steht ebenso wie die brennenden Fackeln für Weisheit. (Scientia)
- Die rechte untere Vierung zeigt einen Kranz aus Weinlaub und einen Weinpokal auf rotem Grund. Der Pokal und das Weinlaub stehen für Geselligkeit. (Amicitia, in Verbindung mit dem Kranz: Lebensbundprinzip)
- Links unten befindet sich das Wappen der Alsatia Straßburg; die Verbindung, als welche die Frankonia ursprünglich gegründet wurde.

Der Herzschild zeigt die Farben, sowie den Zirkel der Frankonia.

## Geschichte

### Gründungszeit

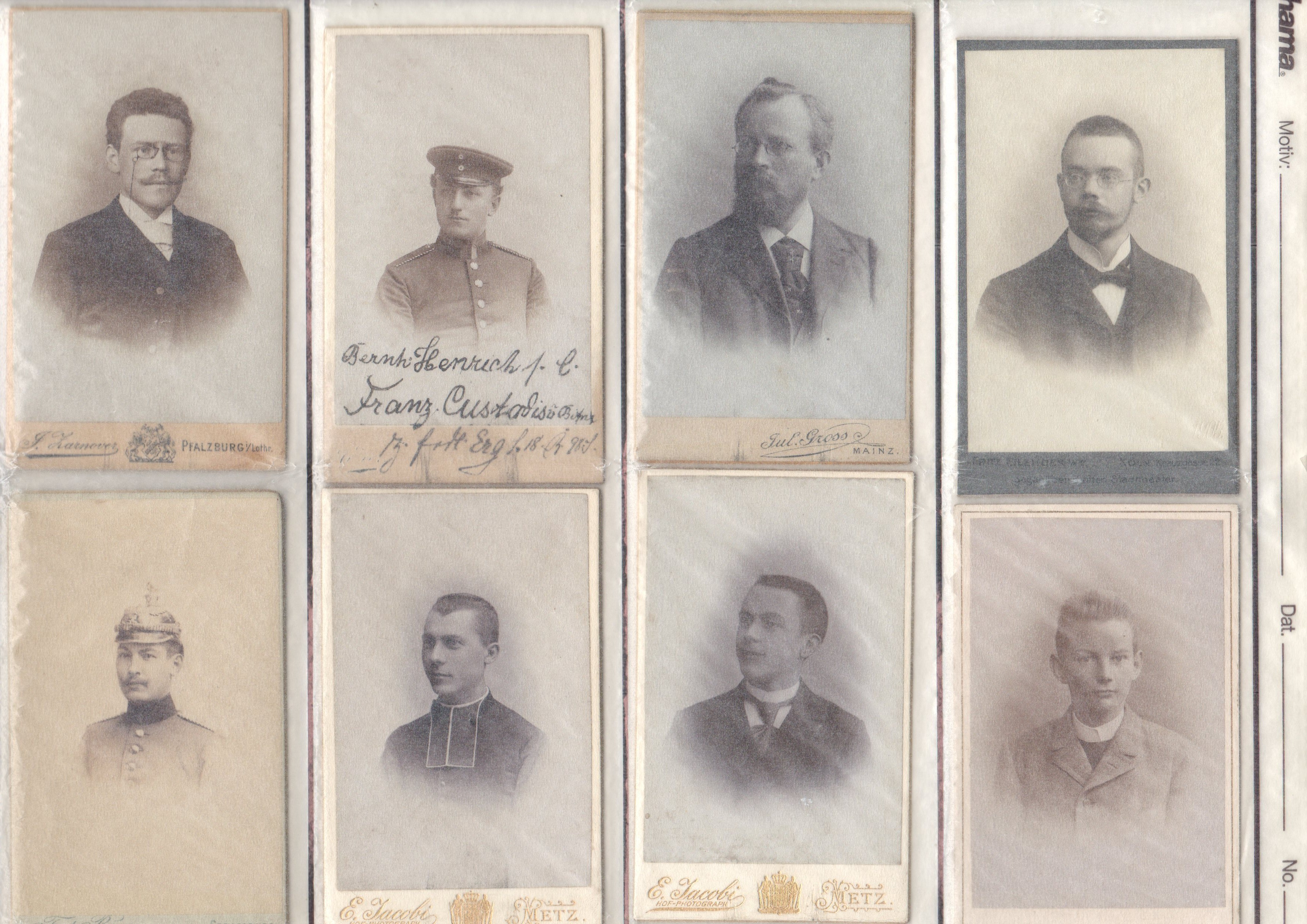
Aktive des Wintersemester 1897/98, unter anderem Bernard Custodis (rechts unten)

1873, ein Jahr nachdem die Straßburger Kaiser-Wilhelm-Universität eingeweiht wurde, wurde im KV die Gründung eines Vereins in Straßburg angedacht. Die Entscheidung zur Gründung eines katholischen Studentenvereins in Straßburg fiel 1875 durch den Vorort Palatia Heidelberg. Sie wurde im selben Jahr umgesetzt, die Vereinsstatuten am 10. Juni angenommen und Frankonia das 15. Mitglied des KV. Als Demonstration einer Verwurzelung in der Straßburger Bevölkerung wurde ursprünglich der Name Alsatia gewählt. Dieser Name musste jedoch geändert werden, da es bereits eine schlagende, nichtkonfessionelle Verbindung Alsatia an der Universität gab.
Dem Rektor der Universität, Gustav von Schmoller, wurde die neu entstandene Korporation gemeldet. Er konnte der Zulassung nicht widersprechen: Durch die Neugründung der Universität bedingt unterstand das gesamte Studentenwesen der Straßburger Polizei und nicht der Akademischen Gerichtsbarkeit.

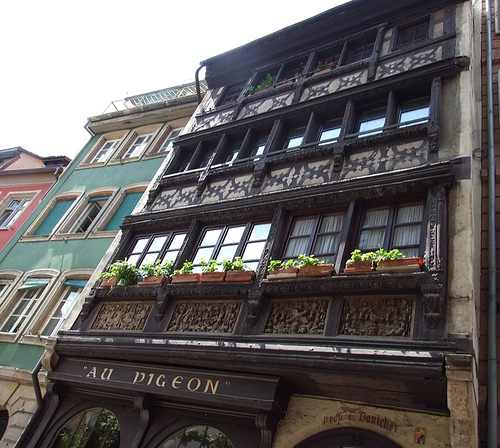
Die dicke Marie, das Restaurant Au Pigeon in der Rue des Tonneliers 23, Straßburg.

Da die Frankonia keine eigene Kneipausstattung besaß, traf man sich in wechselnden Lokalitäten, zunächst in der „Neuen Post“ gegenüber dem Hauptportal des Münsters, dann „Zum Stern“ am Gerbergraben, im „Felsenkeller“ Nähe Gutenbergplatz, schließlich im „Goldenen Löwen“ am Schiffleutstaden. Hermann Iseke besuchte zu dieser Zeit häufig die junge Frankonia und begründete dieses damit, weil sie nicht französisch sprachen, aber ganz germanisch tranken!
Mehrere Frankonen der damaligen Zeit wurden Abgeordnete im Deutschen Reichstag, unter der Aktivitas befanden sich die Juristen Karl Bachem und Karl Trimborn, Mitschöpfer des Reformwerks der sozialen Gesetzgebung. Insgesamt betrug in den ersten zehn Jahren die Zahl der aktiven Mitglieder zumeist zwischen 20 und 25.
Zum 10. Stiftungsfestes erhielt die Frankonia eine in Gold und Seide gestickte Vereinsfahne, die vom Straßburger Bischof Peter Paul Stumpf geweiht wurde. Der Wahlspruch Nec aspera terrent wurde aufgrund der aus kirchenpolitischer Sicht schwierigen Zeitumstände (Kulturkampf) festgelegt.
1887 bezog die Frankonia ihr Stammlokal, das Restaurant Zur Marie, genannt dicke Marie, in der heutigen Rue des Tonneliers.
Zum Wintersemester 1888/89 war die Frankonia mit 35 Aktiven die stärkste Korporation Straßburgs. Im Sommersemester 1891 trat der Straßburger Bischof Adolf Fritzen, Mitglied der Germania Münster und der Askania Berlin, der Frankonia bei. Er war für 28 Jahre der Schutzherr des Vereins und veranlasste viele Straßburger Studenten sich der Frankonia anzuschließen. Am Stiftungsfest 1892 nahm der protestantische Rektor der Universität Wilhelm Nowack, der sich häufig gegen den Katholizismus äußerte, teil, was als Ausdruck der Anerkennung durch die Universität betrachtet wurde.

### Akademischer Kulturkampf
Ende des Sommersemesters 1904 zählte Frankonia mehr als 30 aktive Mitglieder und sah sich somit gezwungen, wie auch schon einige andere Kartellvereine vor ihr, zu einer Teilung zu schreiten, um so ein persönliches Aktivenleben weiter garantieren zu können. Zu Beginn des Wintersemesters 1904/05 wurde der Beschluss gefasst, zwei Tochterverbindungen zu gründen: Merovingia und Staufia (mittlerweile vertagt). Eine einfache Teilung der Frankonia schien bei den damaligen Verhältnissen im Elsass nicht angebracht, da man verhindern wollte, dass eine altdeutsche und eine altelsässische Korporation entstehen. Beide Tochterverbindungen konnten gleich nach Gründung durch den Eintritt neuer Mitglieder bereits über 20 Aktive vorweisen. Das Publikationsfest der beiden Tochterkorporationen fand am 13. Januar 1905 statt, bei der Bischof Fritzen während des Festgottesdienstes die Fahnen weihte.

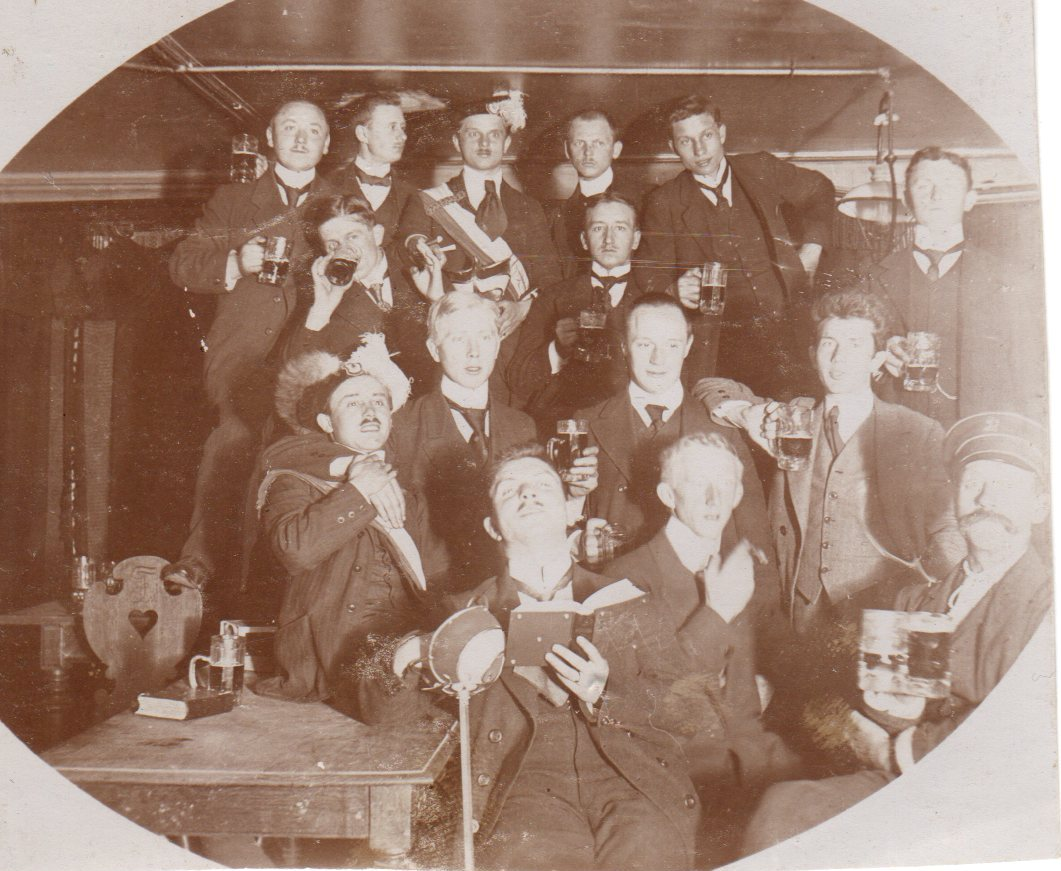
Frankonen auf der Kneipe, dicke Marie, 1913

Nachdem der Streit um die konfessionelle Ausrichtung der historischen Lehrstühle an der Universität Straßburg in den akademischen Kulturkampf mündete, bildete die durch die Gründung der Tochterverbindungen der Frankonia eine außerordentlich starke Grundlage um die eigenen Interessen an der Universität Straßburg zu vertreten. Frankonia sprach in dieser Angelegenheit mehrfach beim Rektor vor und konnte gemeinsam mit den Tochterverbindungen das Gewicht von nahezu aktiven 100 Studenten (was ca. 30 % der damaligen Studentenschaft der Universität Straßburg entsprach) in die Waagschale werfen. Gleichzeitig erreichte die Debatte ein so großes Ausmaß, dass sie für das gesamte Kaiserreich bedeutend wurde. Schließlich wurden zwei historische Lehrstühle in Straßburg eingerichtet, ein Katholischer und ein Protestantischer. Ein Ergebnis, an dem die Mitwirkung der Frankonen maßgeblich war.
Am Ersten Weltkrieg nahmen alle militärpflichtigen Frankonen teil, also 32 Aktive und Inaktive (was 10 % der Straßburger Studentenschaft ausmachte) und 66 Alte Herren. Noch heute erinnert an sie die Gedenktafel der Gefallenen der Straßburger Universität, die im Foyer der alten Aula des Jügelhauses der Frankfurter Universität neben den Gedenktafeln für die Gefallenen der Goethe-Universität hängt.
Die französische Besetzung Elsass-Lothringens am 11. November 1918 hatte weitreichende Folgen. Erst wurde die Straßburger Universität geschlossen, dann wurden sämtliche deutsche Studenten und Professoren ausgewiesen, so auch die Frankonia. Die Vertreibung hatte zur Folge, dass das gesamte Kneipmobiliar und zahlreiche andere Couleurgegenstände in der „dicken Marie“ verblieben und teilweise noch heute dort erhalten sind. Nachdem die Staufia bereits 1914 nach Frankfurt am Main abgewandert war, folgte ihr nun auch die Frankonia.

### Neuanfang nach dem Ersten Weltkrieg
Der erste Versuch der Wiedergründung im Wintersemester 1918/19 scheiterte, da sich zu wenige Frankonen zusammenfanden um einen geregelten Aktivenbetrieb aufzunehmen. Deshalb unterstützte Staufia ihrer Mutterverbindung mit elf Mitgliedern und gemeinsam mit den bereits vorhandenen Frankonen gründete man am 17. März 1919 den Bund als Franko-Rhenania wieder; am 5. Dezember folgte die Wiedergründung des Altherrenbundes. Zunächst bezeichnete sich Franko-Rhenania dem Zeitgeist entsprechend als Verbindung. Allerdings entschied der CC des 45. Stiftungsfestes im Sommer 1920 sich wieder als Verein zu bezeichnen. Im Wintersemester 1921 legte man den alten Namen wieder an, diesmal jedoch mit dem Zusatz als Frankonia-Straßburg.
Als Korporationslokal wählte man das Restaurant Zum Storchen, Saalgasse 3, in der unmittelbaren Nähe des Kaiserdoms, in welchem man bis 1926 verkehrte. Die genutzten Räume stattete die Frankonia peu-à-peu mit aus Straßburg zurückerhaltenen Tischen, Stühlen, Bildern und sonstigem Kneipgerät aus. In einer Nacht-und-Nebel-Aktion gelang es heimlich nach Straßburg zu reisen, die Fahne aus dem Hinterzimmer der dicken Marie zu entwenden, durch den Oberrhein schwimmend die Grenze zu überqueren und so die Fahne wieder in den Besitz der Frankonia zu bringen.

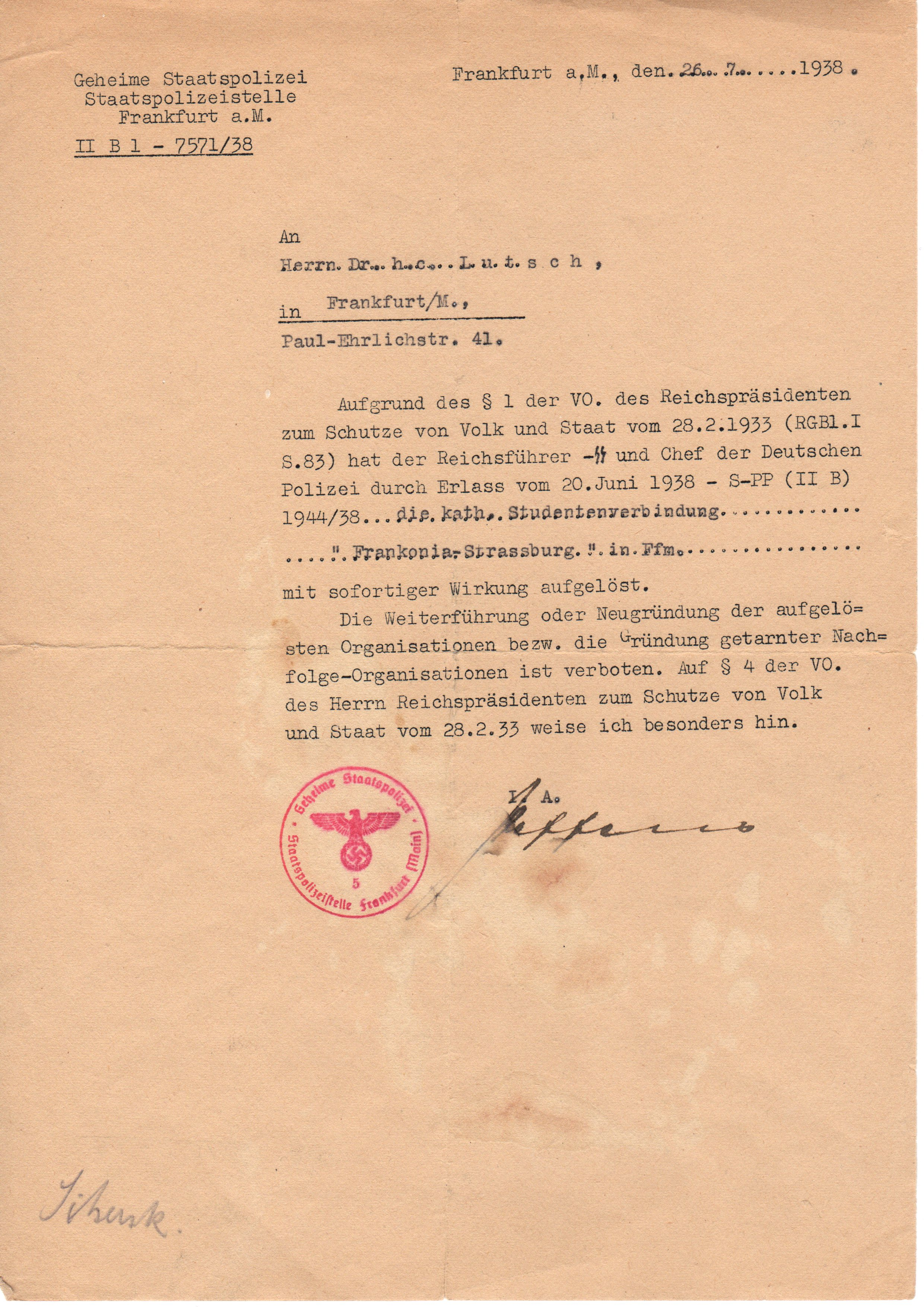
Die Mitteilung der Auflösung durch die Gestapo

Durch gute Examina, große Kommerse und der Ausrichtung des Katholikentags 1921 gelangte die Verbindung zu großem Ansehen in der Frankfurter Bürgerschaft.

### Drittes Reich
Mit der Wahl Adolf Hitlers zum Reichskanzler und der beginnenden Gleichschaltung, musste sich auch die Frankonia mit dem Nationalsozialismus auseinandersetzen. Ein Antrag auf Aufnahme in den NSDStB wurde vom Großteil der Mitglieder abgelehnt. 1933 und 1934 musste man jedoch zahlreiche Abgänge von Bundesbrüdern durch Philistrierung und Universitätswechsel verzeichnen, weshalb die erschwerte Lage den Gedanken einer Auflösung zum ersten Mal auftreten ließ.
Zur Stärkung der Frankonia führte man auf dem CC 1935 den Duz-Comment zwischen Aktiven und Alten Herren ein. Der Druck durch das NS-Regime wurde 1936 jedoch so groß, dass am 2. Dezember der Burschenconvent die Suspension beschließen musste. Auch der CC trug diese Entscheidung, entschied sich aber, zumindest die Altherrenschaft weiter aufrechtzuerhalten. Zu diesem Zweck wurden jährlich in Frankfurt am Main oder Köln stattfindende Frankonentage eingeführt.
Nach dem offiziellen Verbot aller Korporationen 1938 musste auch die Frankonia ihre Pforten schließen. Um dem Einzug des Vermögens entgegenzugehen, brachte man sämtliches Inventar privat bei Bundesbrüdern unter, das finanzielle Vermögen der Verbindung wurde innerhalb von wenigen Tagen kollektiv verjubelt. Dem NSDStB wurden nur noch wenige Reichsmark als übrig gebliebenes Vermögen zugestellt. Im Zweiten Weltkrieg fielen 16 Frankonen.

### Wiedergründung nach dem Zweiten Weltkrieg

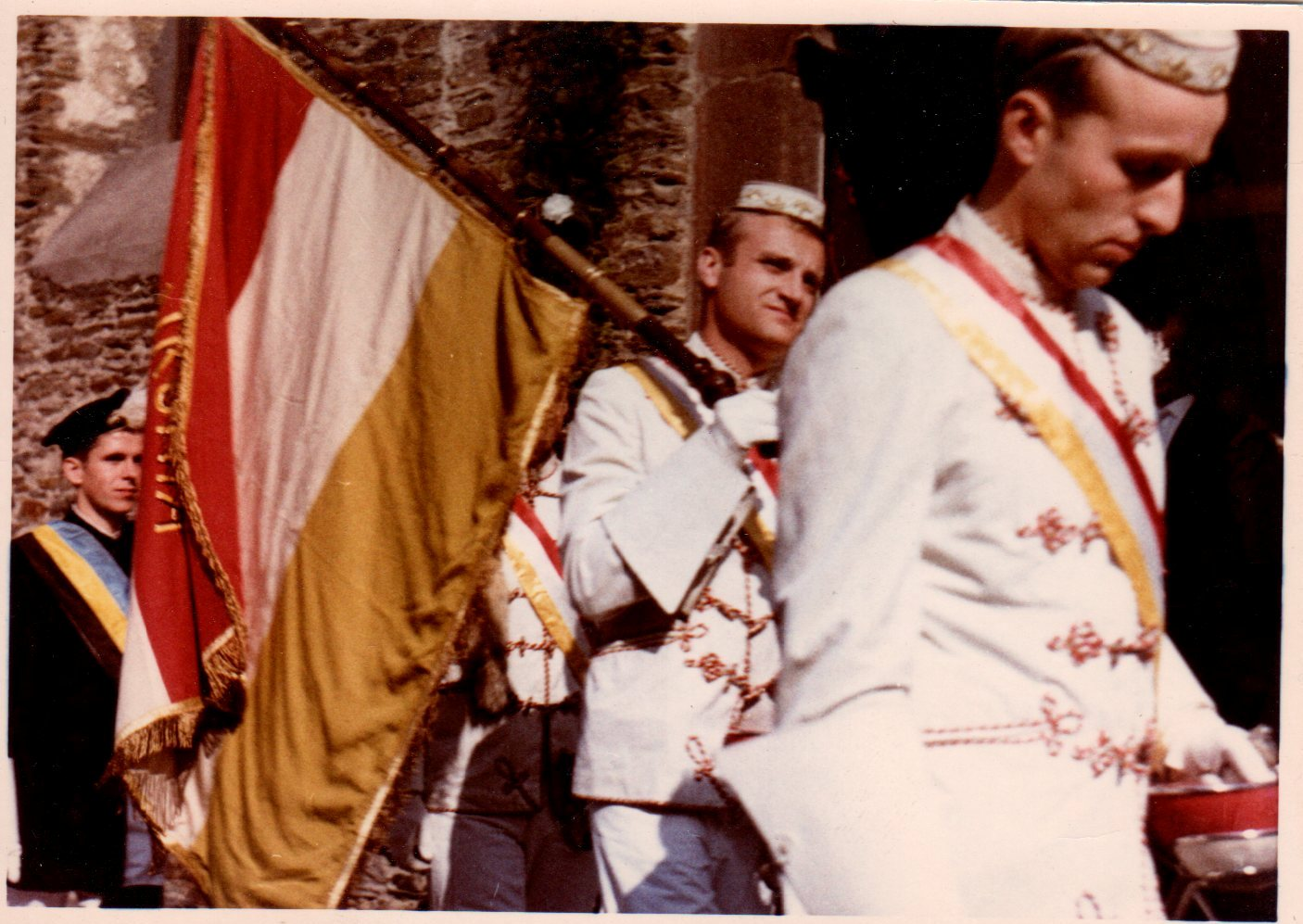
Die Chargierten der Frankonia auf dem goldenen Priesterjubiläum ihres Bundesbruders Pistor, 1964

Nach dem Krieg bestanden kaum noch Kontakte unter den Frankonen, die Alten Herren waren im Raum Frankfurt nicht besonders stark vertreten, eine Reaktivierung der Frankonia gestaltete sich somit sehr schwierig. Hinzu kam das Verbot von Korporationen durch die Alliierten, welches erst 1950 offiziell aufgehoben wurde. Eine konkrete Reaktivierung wurde erst 1948 wieder ins Auge gefasst. Besonders Karl Anton Lutsch bemühte sich um den Zusammenhalt und Wiederaufnahme der Kontakte zu anderen Bundesbrüdern. Am 13. Mai 1949 fand die Wiedergründungsversammlung des Altherrenvereins mit 13 Philistern in Frankfurt statt.
Wieder war es Frankonias Tochterverbindung Staufia, die der Frankonia unter die Arme griff. Um eine funktionierende Aktivitas aufzubauen, ließ man durch das Los entscheiden, welche der beiden existierenden Leibfamilien Staufias geschlossen in die Frankonia wechseln sollte. Nach einigen Formalitäten reaktivierte sich die Frankonia am 23. Juni 1950 dann offiziell.
Durch die Erfahrungen im Krieg gezeichnet und geprägt, sträubte sich die Aktivitas der Nachkriegszeit gegen jede Art von Uniformierung und Wichs. Stattdessen trugen die Chargierten Salonwichs, also schwarzen Anzug, mit Schärpe, Barett und weißen Handschuhen. Kneipen wurden mit dem Hammer und nicht dem Schläger geleitet. Doch die 1960er Jahre brachten alsbald die Wiedereinführung von Wichs mit sich. Man knüpfte an die weißen Pekeschen der Zwischenkriegszeit an, ergänzte diese jedoch um weiße Barette, anstatt Cerevise zu tragen. Da dieses absolut unüblich war, verlieh man den Frankonen den spöttischen Beinamen „die Bäckerjungen“, was dazu führte, dass man rasch die üblichen schwarzen Barette und schwarzen Pekeschen wieder einführte.
1956 konnte die Frankonia eine Souterrain-Wohnung in der Schloßstraße 122, nahe dem Universitätscampus Bockenheim beziehen. Es kam auch hier wieder zu einem regen Aktivenbetrieb, der schließlich bis Ende der 1960er Jahre anhielt.

### 68er-Revolte und Hauskauf
Unter dem Eindruck der Frankfurter Schule wurde die Frankonia (wie alle Frankfurter Korporationen) zum Angriffspunkt der 68er-Bewegung. Neben den Attacken gegen die Frankonia und die Frankfurter Universität veränderten sich auch die aktiven Mitglieder der Verbindung. 1969 distanzierten sich die Aktiven vollkommen von Vollwichs und jeglicher Art der traditionellen studentischen Tracht, die althergebrachte Form der Kneipe wurde abgeschafft. Eine Auflösung stand im Raum.
Trotzdem wurde seit 1965 durch erhöhte Altherrenbeiträge Kapital für den Kauf eines Verbindungshauses angespart. Gemeinsam mit der Staufia erwarb man das Haus in der Robert-Mayer-Straße 36, das am 26. Mai 1972 eingeweiht wurde.
Der starke Mitgliederschwund in den 1960er und 70er Jahren führte auch dazu, dass die Finanzmittel der Frankonia stark schwanden. So musste 1984 das Haus der Frankonia bis auf die Wohnung im ersten Stock und die Erdgeschossetage an einen Architekten verkauft werden. 1985 wurden die verbleibenden Etagen renoviert und wieder durch die Verbindung bezogen. Noch heute sind diese beiden Etagen die Konstante der Frankonia in Frankfurt.
Da Staufia seit 1994 keine aktiven Mitglieder mehr hatte, drängte ihr Altherrenvorstand auf den Verkauf der eigenen Anteile. Einige Alte Herren der Frankonia kauften diese Anteile unter großem finanziellen Aufwand.

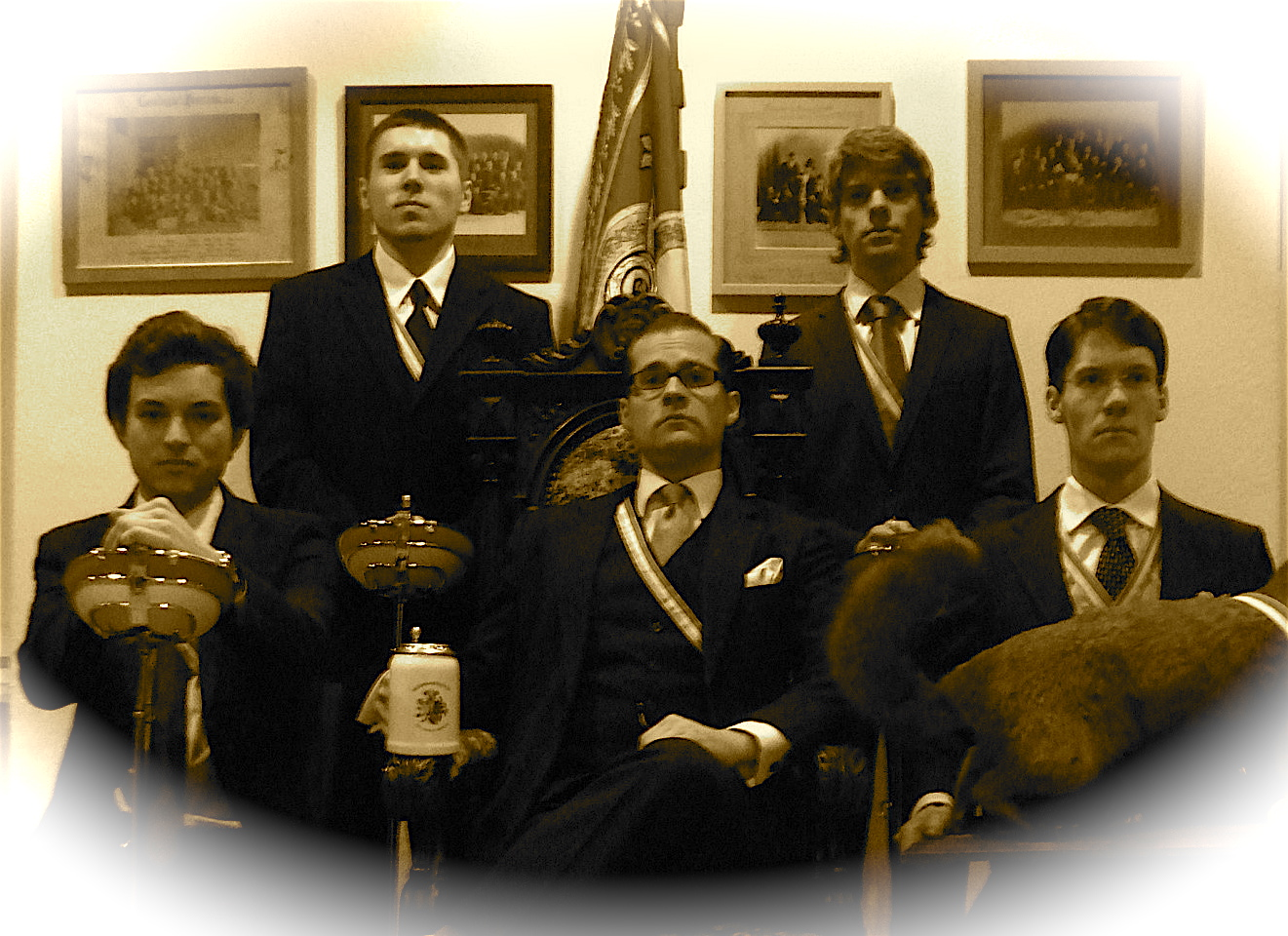
Die Chargia des Sommersemesters 2010

Ende der 2000er Jahre konsolidierte sich die finanziell mitgenommene Verbindung wieder. Die Aktivenzahl wuchs auf 15 bis 20 Aktive an. Um das Selbstverständnis als klassische Verbindung (und nicht als losen Verein wie in den späten 60er Jahren) nach außen hin zu zeigen, wurde in der Frankonia das Tragen von Burschen- und Fuxenbändern eingeführt. Das Tragen der Bänder ist jedem Bundesbruder selbst überlassen und beruht auf Freiwilligkeit.

## Verhältnisse
Der KStV Frankonia-Straßburg ist Gründungsmitglied des Heidelberger Rings. Sie ist dadurch den folgenden Verbindungen freundschaftlich verbunden:
- K.St.V. Cimbria Münster
- KStV Palatia Heidelberg
- KStV Winfridia Göttingen

Die Frankonia hat zahlreiche Mitglieder, die bereits in anderen Verbindungen des KV aktiv waren und eine zweite Aktivität in der Frankonia aufgenommen haben.

## Bekannte Mitglieder
In alphabetischer Reihenfolge:
- Karl Bachem (1858–1945), Politiker (Zentrum), Reichstagsabgeordneter, Mitbegründer des BGB
- Wolfgang Bernhardt (1935–2024), Vorsitzender des Aufsichtsrats der Frankfurter Allgemeine Zeitung GmbH, Vorsitzender des Kuratoriums der „FAZIT Stiftung“, Honorarprofessor für Unternehmensführung an der Universität Leipzig
- Roger Joseph Foret (1870–1943), Bürgermeister von Metz und Landtagsabgeordneter von Elsass - Lothringen
- Adolf Fritzen (1838–1919), Bischof von Straßburg
- Adolf Gröber (1854–1919), Politiker (Zentrum)
- Heinrich Held (1868–1938), Politiker (BVP) und bayerischer Ministerpräsident
- Karl Hoeber (1867–1942), Chefredakteur der Kölnischen Zeitung, Mitautor des Staatslexikons, Mitglied des Zentralkomitees deutscher Katholiken, Übersetzer von Dante Alighieri
- Heinrich Hornef (* 1931), Präsident der Bundesanstalt für vereinigungsbedingte Sonderaufgaben
- Lorenz Jaeger (1892–1975), Erzbischof von Paderborn
- Franz Jostes (1858–1925), Germanist und Sprachforscher
- Wilhelm Knittel (* 1935), Politiker (CSU) und Staatssekretär des Bundesverkehrsministeriums
- Carl Trimborn (1854–1921), Jurist und Politiker (Zentrum)
- Günther Willms (1912–1998), Bundesrichter am Bundesgerichtshof